# کوروت- ۷بی
کوروت-۷بی سیاره فرا خورشیدی کوروت-۷b (به انگلیسی: COROT-7b) در مداری برگرد ستاره کوروت-۷ (به انگلیسی: COROT-7) در صورت فلکی تک‌شاخ در گردش است و ۴۸۹ سال نوری ۱۵۰ پارسک از منظومه شمسی دور است.
کوروت- ۷بی نخستین سیاره کشف‌شده فراخورشیدی است که ممکن است از نوع فرولایه‌ای باشد.